# Борисова Зоя Назарівна
Борисова Зоя Назарівна (нар. 22 квітня 1926, с. Донське, Казахська РСР, СРСР — 4 жовтня 2021, Україна) — педагог, доктор педагогічних наук (1985), професор (1986).

## Біографічні дані
У 1949 році закінчила Ленінградський педагогічний інститут.
- З 1943 по 1945 працювала вчителем;
- з 1954 по 1961 працювала асистентом, старшим викладачем у Ростовському педагогічному інституті;
- з 1961 року працювала у Київському педагогічному інституті (доцент),
- з 1975 по 1991 була завідувачем кафедри,
- з 1991 року — професор кафедри дошкільної педагогіки.[1]

Померла 4 жовтня 2021 року.

## Наукова робота
Основними напрями наукової роботи вченої було дослідження історико-педагогічної спадщини в галузі дошкільного виховання; проблеми морально-трудового виховання дошкільників; проблеми наступності у навчально-виховній роботі дошкільних закладів та початкової школи. Була постійною авторкою журналу «Дошкільне виховання».

## Нагороди
- У 2010 році нагороджена Орденом Княгині Ольги 3-го ступеня.[1]